# Kaple Neposkvrněného početí Panny Marie (Kuří)
Kaple Neposkvrněného početí Panny Marie v Kuří je drobná sakrální stavba, která se nachází na návsi Kuří v okrese Praha-východ.

## Popis

### Počátky stavby
Na místě dnešní kapličky stála od 16. století boží muka a prostranství kolem nich bylo vydlážděno dlaždicemi z místní cihelny (ta byla asi 200 metrů západně od vsi a fungovala až do roku 1900). Poté zde stála dřevěná zvonice, která byl vysvěcena roku 1806 říčanským farářem P. Josefem Janem Křtitelem Marcociusem. V 19. století byla místo božích muk postavena kamenná věž pro zvon. V roce 1903 „ku cti a chvále Boží“ přistavěli místní občané ke zvonici kapličku a tak vznikla (ve spojení s původní zvonicí) současná podoba stavby.

### Osudy zvonů
První zvon z kapličky byl za první světové války zrekvírován. Po skončení první světové války se občané složili na nový - druhý zvon. Ten byl odvezen za druhé světové války (roku 1941) ale snad fungoval ještě v první polovině 60. let dvacátého století, kdy byl ukraden spolu se soškou Panny Marie z výklenku věžičky.

### Mezi roky 1998 až 2006
V březnu a dubnu 1998 byla kaplička za obecní peníze (a s pomocí místních dobrovolníků) zrenovována. Ještě v září téhož roku (1998) byl vykraden vnitřek kapličky: zmizela nejen soška Panny Marie ale i svícny. Soška byla později policií nalezena, uložena do říčanského muzea a do kapličky byla zhotovena její věrná sádrová kopie. V roce 2006 kapličku opravil pan Danita.

### Po roce 2013
Další (generální) rekonstrukce kapličky (včetně pořízení nového zvonu) proběhla za široké spoluúčasti veřejnosti v první polovině roku 2013. Rekonstrukce obnášela (kromě nového zvonu) ještě vytvoření přesné sádrové kopie původní dřevěné sošky Panny Marie (originál sošky je i nadále umístěn v sbírkách muzea Říčany). Garantem stavební části kapličky (včetně vnitřního zařízení) a odpovědnou osobou za estetické vedení celé této akce byl akademický malíř Pavel Vavrys, který má v obci Kuří od roku 2008 svoje pracoviště (ateliér). Garantem pořízení nového zvonu (a kontaktní osobou v této věci ve vztahu k MÚ Říčany) byl pan František Barchánek. Slavnostní vysvěcení (po opravách) a požehnání novému zvonu (spojené se mší svatou) se konalo 22. června 2013. Obřad vedl říčanský farář P. Mgr. Konstantin Petr Mikolajek O.Praem. z řádu premonstrátů (římskokatolická farnost Říčany u Prahy).